# آرثر بير
آرثر بير (بالألمانية: Arthur Beer)‏ هو عالم فلك ألماني، ولد في 28 يونيو 1900 في ليبيريتس في التشيك، وتوفي في 20 أكتوبر 1980 في كامبريدج في المملكة المتحدة.